# S/S Turso
S/S Turso är en  finsk isbrytande bogserbåt som byggdes år 1944 på Wärtsiläs Sandvikenvarvet
åt Helsingfors hamn. Hon hade en koleldad ångmaskin på 750 hk och två ångpannor från Wärtsilä.
Turso lämnades till Sovjetunionen den 9 februari 1945 som del av Finlands krigsskadestånd. Hon döptes om till Taifun och användes som hamnbogserare i Leningrad. I augusti 1945 bogserade hon baltiska flyktingfartyg, som konfiskerats av svenska staten, tillbaka till Sovjetunionen. Hon byggdes om till oljeeldning år 1962 och var i tjänst till år 1994. 

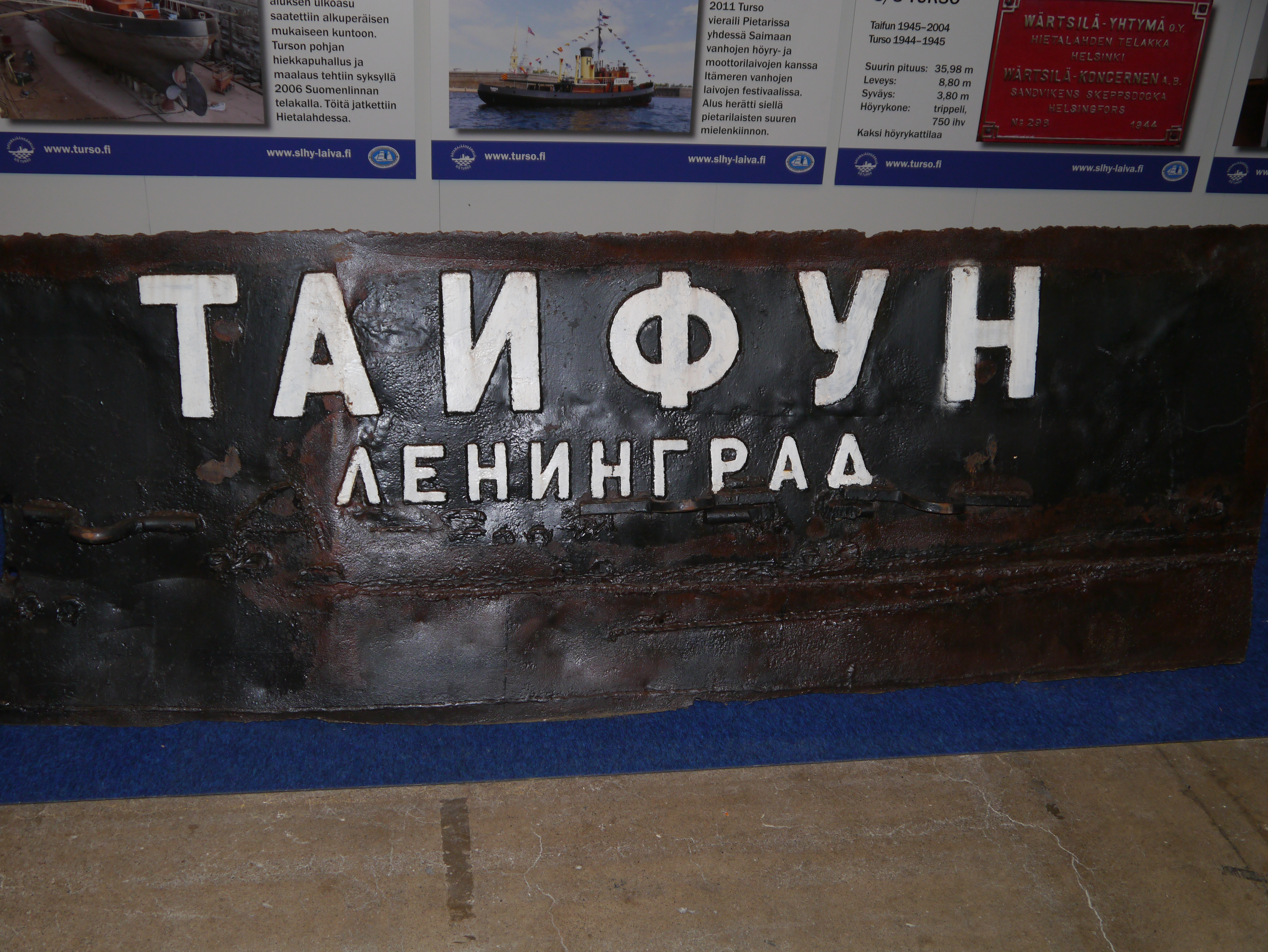
Taifuns ryska namnskylt.

År 2004 övertogs Taifun av den nybildade Föreningen S/S Turso. Hon gick för egen maskin till Villmanstrand där flaggskifte och namnbyte till Turso skedde 6 augusti. Fartyget bogserades till Nyslott för inspektion och registrering i det finska fartygsregistret och 8 juni året efter gick hon för egen maskin genom Saima kanal till Pernå för renovering. Hon blästrades och bottenmålades i Sveaborgs docka i augusti 2006 och därefter renoverades hytter och kommandobrygga.
Fartyget, som var färdigrenoverat år 2011, har kajplats i närheten av Salutorget i Helsingfors.